# Апем (Північна Дакота)
Апем (англ. Upham) — місто (англ. city) в США, в окрузі Макгенрі штату Північна Дакота. Населення — 135 осіб (2020).

## Географія
Апем розташований за координатами 48°34′53″ пн. ш. 100°43′43″ зх. д. / 48.58139° пн. ш. 100.72861° зх. д. (48.581277, -100.728634).  За даними Бюро перепису населення США в 2010 році місто мало площу 0,84 км², уся площа — суходіл.

## Демографія
Згідно з переписом 2010 року, у місті мешкало 130 осіб у 67 домогосподарствах у складі 36 родин. Густота населення становила 154 особи/км².  Було 112 помешкання (133/км²).
Расовий склад населення:
| - 96,2 % — білих - 0,8 % — корінних американців - 0,8 % — чорних або афроамериканців - 0,8 % — азіатів |

До двох чи більше рас належало 1,5 %. Частка іспаномовних становила 0,0 % від усіх жителів.
За віковим діапазоном населення розподілялося таким чином: 18,5 % — особи молодші 18 років, 63,0 % — особи у віці 18—64 років, 18,5 % — особи у віці 65 років та старші. Медіана віку мешканця становила 47,0 року. На 100 осіб жіночої статі у місті припадало 124,1 чоловіків;  на 100 жінок у віці від 18 років та старших — 135,6 чоловіків також старших 18 років.
Середній дохід на одне домашнє господарство  становив 36 912 долари США (медіана — 33 438), а середній дохід на одну сім'ю — 45 066 доларів (медіана — 36 250). За межею бідності перебувало 26,2 % осіб, у тому числі 12,9 % дітей у віці до 18 років та 28,0 % осіб у віці 65 років та старших.
Цивільне працевлаштоване населення становило 91 особа. Основні галузі зайнятості: будівництво — 19,8 %, публічна адміністрація — 15,4 %, освіта, охорона здоров'я та соціальна допомога — 13,2 %, мистецтво, розваги та відпочинок — 12,1 %.